# Pedro Peñaranda Barea
Pedro Peñaranda Barea (Zaragoza, 2 de septiembre de 1890 - Malinas, 23 de septiembre de 1923) fue un militar y piloto de globo aerostático español. Falleció en un accidente durante la competición de la Copa Gordon Bennett.

## Biografía
Sus padres fueron el comandante de caballería Román Peñaranda Salvadores y Petra Barea Lorau. En 1905 se matriculó en la Academia de Infantería de Toledo. A partir de 1909 sirvió en el Batallón de Cazadores de Las Navas, con el que viajó al Marruecos español en 1913 para participar en la guerra del Rif. El 20 de abril de 1914 recibió la Cruz al Mérito Militar 1.ª Clase con una placa roja y en 1915 la Cruz de María Cristina 1.ª clase.
El 21 de diciembre de 1916 contrajo matrimonio con María Teresa Mendizábal y de la Peña en la iglesia de San Ginés de Madrid.
En julio de 1914 ingresó en la Escuela Superior de Guerra de Madrid. Tras finalizar su aprendizaje en 1919, realizó el curso de observador en el aeródromo de Cuatro Vientos de Madrid. Regresó al servicio en un regimiento de infantería, pero desde 1921 se desempeña como conferencista en el Colegio de Huérfanos de la Guerra de Guadalajara. Al mismo tiempo, se entrenaba como observador de globos en la Escuela Práctica de Aerostación. En 1923 fue elegido por el Servicio Militar de Aerostación como miembro de la comisión encargada de la reorganización de la formación práctica en vuelos en globo.
En septiembre de 1923 pasó a formar parte de la tripulación del globo Polar y participó en la competición de la Copa Gordon Bennett celebrada en Bruselas. El 23 de septiembre murió una hora después de que el globo despegara como consecuencia de un rayo. El piloto de globos Félix Gómez-Guillamón sobrevivió a la caída. En dicha carrera fallecieron cinco participantes, dos suizos, dos americanos y el español Peñaranda, debido a accidentes derivados de las malas condiciones meteorológicas. El otro globo español participante, el Hesperio, estaba tripulado por Julio Guillén y Manuel de la Sierra.
El funeral de tres de las cinco víctimas del concurso tuvo lugar el 27 de septiembre en Bruselas. Además de Pedro Peñaranda Barea, los ataúdes de dos suizos, Christian von Grünigen y Ferdinand Wehren, fueron colocados en una de las habitaciones de un hospital militar. Al funeral asistieron los representantes del rey, el ministro de Defensa Nacional, el embajador de España, el encargado de negocios de Suiza en Bélgica y miembros del Aero Club belga. Los ataúdes estaban cubiertos con banderas de Suiza y España. Tras las ceremonias religiosas, hablaron el presidente del Aeroclub, el embajador de España y el encargado de negocios de Suiza. Barea fue enterrado en Bruselas, Bélgica.